# سفینةالبحار
سفینة البحار و مدینة الحکم و الآثار، مهم‌ترین و معروف‌ترین اثر پیرامون بحارالأنوار است؛ که توسط شیخ عباس قمی گردآوری شده‌است.
سفینةالبحار کتاب فهرست موضوعی بحارالانوار علامه مجلسی است در مدت ۲۰ سال به پایان رسیده‌است ؛ شیخ عباس خود می‌نویسد این کتاب بهترین اثر بجا مانده از وی است ؛ او آن را در دو جلد تنظیم نموده و در جهت آسان نمودن مراجعه به بحارالانوار نوشته‌است.

## تصحیح
تصحیح این کتاب در سال ۱۳۷۴ منتشر و در مراسم کتاب سال جمهوری اسلامی ایران به‌عنوان کتاب برگزیده معرفی شد.

## توضیحاتی دربارهٔ مؤلف کتاب
محدث قمی نامش عباس وشهرتش محدث و نام پدرش محمد رضا است. محدث در سال ۱۲۹۴هجری قمری در قم متولد می‌شود.
محدث در خانواده ای مؤمن و پرهیزگار به دنیا آمده بود. مادر او هرگز او را بدون طهارت شیر نداده بود و پدر او از پرهیزگاران آن زمان بود. او فراگیری‌های اولیه را در نزد میرزا محمد ارباب کسب می‌کند سپس در سن بیست سالگی که برابر سال۱۳۱۶ هجری قمری بود برای کسب فضایل و کمالات به نجف اشرف مهاجرت می‌کند.
محدث ارتباط خود با میرزا حسن نوری مؤلف کتاب مستدرک الوسایل را بهترین نعمت الهی می‌داند. محدث در سال ۱۳۱۸ هجری قمری به حج بیت الله مشرف می‌شود و سپس به قم و دیدار خانواده می‌پردازد و بلافاصله از آنجا به نجف و به محضر استاد خویش بازمی‌گردد. او در تدوین کتب و آثار استاد خویش مرحوم حاجی نوری بسیار کمک کرد. او پس از دو سال که از فوت استادش می‌گذشت به قم هجرت بازمی‌گردد و به مدت هفت سال در این شهر به کسب علم در محضر استادان مختلف می‌پردازد. سپس او برای دومین بار به حج بیت الله مشرف می‌شود. دو سال بعد او عازم مشهد مقدس می‌شود او ارتباط خود با آیت الله حاج آقا حسین قمی را از برکات حضرت رضا (ع) می‌داند. او در همان شهر ازدواج می‌کند وشش ماه بعد از مشهد برای سومین بار عازم حج بیت الله می‌شود. سپس او به مشهد بازمی‌گردد و تألیف کتب مختلف می‌پردازد. از جمله آثار وی می‌توان به مفاتیح الجنان- الفوائد الرجبیه- بییت الاحزان- منازل الآخرة- فوائد الرضویه و… ومهمترین اثر وی سفینة البحار ومدینة الحکم و الآثار اشاره کرد. محدث قمی پس از بیست سال مجاورت حضرت رضا (ع) عازم نجف اشرف شد و تألیف و ترویج مذهب جعفری پرداخت تا در شب سه شنبه ۱۳۵۲هجری قمری دار فانی را وداع گفت و جنازه وی با شکوه بی نظیری از طرف علما و فضلا تشییع شد و در حرم امیرالمؤمنین (ع) به خاک سپرده شد.

## توضیحاتی پیرامون کتاب
مؤلف در مقدمه کتاب دربارهٔ اهمیت علم حدیث چنین بیان می‌دارد که: در میان خرد مندان و سر شناسان که از راه علم و عقل در راه حقیقت قدم گذاشته‌اند ثابت است که اهمیت علم حدیث و آثار اهل بیت عصمت و طهارت از بهترین علوم اسلامیه است و همواره باید به چشم عظمت وعزت بدان نگریست چون سود این علم برای جامعه اسلامی از سایر علوم بیشتر است.
این است که اینجانب با یاری خداوند از آغاز جوانی بر کسب این علم حریص بودم و هر چه بیشتر می‌کوشیدم تا از بهترین فنون آن برخوردار شوم.

## هدف تألیف
شیخ عباس قمی در مقدمه کتاب خود بیان می‌دارد که: من برای کسب هرچه بیشتر علم حدیث کتب مختلفی را جستجو کردم و خواندم واز بوستان اخبار اهل بیت میوه چیدم و توشه‌ها برگزیدم که دست روزگار نیروی هیچگونه تصرفی در آن‌ها پیدا نکرده بود. من کتابی را در میان کتب حدیثی یافتم که روزگاران همانند آن را در زیبایی و ارج و بها به خود ندیده‌است وآن کتاب بحارالانور مرحوم علامه مجلسی است؛ و از آنجا که دیدم اخبار مربوط به هرگونه نیازی که طالبان وپژوهندگان دائر در اطراف مجلدات است و در بابهای مختلفی به صورت متفرق و پراکنده آورده شده و طالبان این رشته از دقایق بهره بری مفید از آن محروم اندو به آسانی نمی‌توانند بدان دست پیدا کنند بهمین سببب پس از یاری پروردگار مهربان و مددکاری از جانب او تصمیم گرفتم تا فهرستی به صورت الفبا از آن به منظور بهره بری آسان‌تر از آن کتاب تألیف کنم.

## محتوا کتاب
شیخ عباس فقط به تألیف فهرستی از کتاب بحارالانوار نپرداخت بلکه در کتاب سفینة الابحار خود در ذیل هر ماده ای که در آغاز هر مبحثی آورده شده‌است حدیثی بمناسبت آن ماده ازاهل بیت عصمت و طهارت نقل کرده‌است. البته ایشان سعی کردند تا امکان برای هر ماده از احادیثی استفاده کنند که مختصر باشد. در ضمن ایشان در این کتاب در بعضی موارد اندکی از گزارش زندگی سرشناسان، یاران پیامبر اکرم وپیشوایان دین را به نگارش درآورده‌است.
بنابراین کتاب حاضر در درجه اول فهرستی است برای کتاب عظیم وپرحجم بحار الانوار که در ۲۵جلد تألیف شده‌است ثانیاً این کتاب خود از ماده ای که در کتاب علامه مجلسی وجود داشته یک الی دو حدیث مختصر آورده‌است. ثالثاً در هر جا که مؤلف نیاز دیده دربارهٔ برخی افراد سرشناس یا برخی رویدادها به‌طور مختصر توضیح داده‌است.
همین دو ویژگی آخر این کتاب را جدا از فهرست بودن برای کتاب بحار الانوار دارای ارزش می‌کند. این ویژگی‌های کتاب محدث قمی باعث شده تا در دید کارشناسان علم حدیث این کتاب مورد توجه فراوان قرار گیرد.
این کتاب در۲ جلد به زبان عربی تألیف شده که بعدها توسط حاج شیخ محمد باقر ساعدی و کمک حاج شیخ محمد رضا اعدادی به فارسی ترجمه شده‌است.

## رمز گذاری‌ها و شیوه استفاده از کتاب
با توجه به حجم بسیار زیاد کتاب بحار الانوار محدث قمی برای اینکه محقق به احادیثی که علامه مجلسی در آن باب از ائمه نقل کرده‌است برسد سه رمز جدا طراحی کرده‌است. بدینگونه که رمز اول نشان دهنده شماره مجلد کتاب بحار الانوار است وان را به صورت حروف آورده‌است. رمز دوم که با عدد حرف ابجد مشخص می‌شود نشان دهنده شماره بابی است که در آن جلد آن ماده مورد نظر در آن وجود دارد. ورمز سوم شمار ی صفحه ایست که حدیث آن ماده در آن جلد آورده شده‌است.
البته در نظر داشته باشید که گاهی اوقات دو یا چند رمز جلوی آن ماده آورده می‌شود و این بخاطر همان پراکنگی است که در کتاب بحار الانوار وجود دارد.
اینک رمزهای مجلدات بحار الانوار باتوجه به کتاب ترجمه شده سفینة البحار را بین می‌کنیم:
(ا) رمز مجلد اول (ب) رمز مجلد دوم (مع) رمز مجلد سوم (د) رمز مجلد چهارم (ه) رمز مجلد پنجم (و) رمز مجلد ششم (ز) رمز مجلد هفتم (ح) رمز مجلد هشتم (ط) رمز مجلد نهم (ی) رمز مجلد دهم (یا) رمز مجلد یازدهم (یب) رمز مجلد دوازدهم (یج) رمز مجلد سیزدهم (ید) رمز مجلد چهاردهم چون مجلد پانزدهم بحار مشتمل بر چهار جزء است جزء اول در ایمان جزء د وم در اخلاق جزء سوم در کفر و جزء چهارم در معاشرت بدین مناسبت برای جزء اول این مجلد رمز (یمن) جزء دوم (خلق) جزء سوم (کفر) جزء چهارم (عشر) استفاده کردیم.
(یو) رمز مجلدد شانزدهم (ضه) رمز مجلد هفدهم
و از آنجا که جلد هیجدهم مشتمل بر دو جزء طهارت و صلوات است رمز جزء اول (طه) و رمز جزء دوم (صل) است.
و از آنجا که جلد نوزدهم شامل دو جزء قرآن و دعاست رمز قسمت اول (قر) ورمز قسمت دوم (عا) است.
(ک) رمز مجلد بیستم (کا) رمز مجلد بیست و یک (کب) رمز مجلد بیست و دوم (کج) رمز مجلد بیست و سوم (کد) رمز مجلد بیست و چهارم و (اجازات) رمز مجلد بیست و پنجم است که ویژهٔ اجازات مؤلف و دیگر از اعلام است.
برای مثال درماده عسل در باب عسل چنین آمده‌است که (ید قفه ۸۶۵)که ید رمز مجلد چهاردهم است قفه شماره باب ۱۸۵را نشان می‌دهد و ۸۶۵ صفحه ای که ازآن ماده حدیث وجود دارد را نشان می‌دهد.
مثالا در ماده بصل در باب البصل و الثوم می‌نویسیم (ید قعج ۸۶۵) –یعنب این باب در مجلد چهاردهم در باب ۱۷۳ این جلد و در صفحه ۸۶۵ قرار دارد و اگر آنچه آورده شده در صفحه دیگری از همان باب آمده باشد عدد آن صفحه را بعد از واو عاطفه یا پس از کتابی که ازآن نقل شده متذکر می‌شویم.
در کتاب مقدمه ترجمه شده سفیة البحار برای هر کتابی که علامه مجلسی احادیث خود را به آن ارجاع داده رموزی آورده شده‌است که علاقه مندان برای فهم این رموز را به کتاب سفیة البحار ترجمه حاج شیخ محمد باقر ساعدی ارجاع می‌دهم.